# Bella Unión
Bella Unión, més coneguda antigament com a Santa Rosa de la Bella Unión del Cuareim, és una ciutat de l'Uruguai, situada al nord-oest del departament d'Artigas, a més de 600 quilòmetres (per la ruta 3) al nord de Montevideo, la capital del país. Es troba oposada a la localitat argentina de Monte Caseros, a la província de Corrientes, i al límit amb el Brasil, raó per la qual rep el nom de "Bella Unión", per ser l'única ciutat de tot l'Uruguai que limita amb els dos països veïns. La seva població, d'acord amb les dades del cens de 2004, és de 13.187 habitants, dels quals la meitat són menors de 25 anys.
Els rius Uruguai i Cuareim la separen de l'Argentina i del Brasil (Barra do Quaraí), respectivament. Abans de l'època colonial, quan els espanyols van arribar a aquesta zona, la terra es trobava habitada per diversos amerindis (charrúes, bohanes, minuans, guaranís, tapís i yapeyuanos).
Els cultius principals són la canya de sucre, l'arròs, les hortalisses, els cítrics i el raïm, amb una elaboració destacada de vins.
El clima és subtropical subhumit. La precipitació anual és de 1450 mm. La temperatura mitjana el juny és de 13,5 °C i el gener de 26,2 °C.
| 1963  | 1975  | 1985   | 1996   | 2004    |
| ----- | ----- | ------ | ------ | ------- |
| 5.010 | 7.745 | 12.246 | 13.537 | {{{5}}} |